# Bledius graellsi
Bledius graellsi é uma espécie de insetos coleópteros polífagos pertencente à família Staphylinidae.
A autoridade científica da espécie é Fauvel, tendo sido descrita no ano de 1865.
Trata-se de uma espécie presente no território português.